# Maserati Levante
Maserati Levante är en CUV som den italienska biltillverkaren Maserati introducerade på Internationella bilsalongen i Genève i mars 2016.
Levante är Maseratis första SUV-modell. Den delar motorer och mycket annan teknik med Maserati Ghibli.
Versioner:
| Modell         | Motor               | Cylindervolym | Effekt     | Bränslesystem                      |
| -------------- | ------------------- | ------------- | ---------- | ---------------------------------- |
| Levante Hybrid | 4-cyl radmotor DOHC | 1998 cm³      | 330 hk     | Direktinsprutning, turbo + elmotor |
| Levante Diesel | 6-cyl V-motor DOHC  | 2987 cm³      | 250-275 hk | Common rail turbodiesel            |
| Levante        | 6-cyl V-motor DOHC  | 2979 cm³      | 350 hk     | Direktinsprutning, biturbo         |
| Levante S      | 6-cyl V-motor DOHC  | 2979 cm³      | 430 hk     | Direktinsprutning, biturbo         |
| Levante GTS    | 8-cyl V-motor DOHC  | 3799 cm³      | 530 hk     | Direktinsprutning, biturbo         |
| Levante Trofeo | 8-cyl V-motor DOHC  | 3799 cm³      | 580 hk     | Direktinsprutning, biturbo         |